# Hamlet (film, 1910, Bourgeois)
Pour les articles homonymes, voir Hamlet (homonymie).
Pour plus de détails, voir Fiche technique et Distribution.
Hamlet est un film muet français réalisé par Gérard Bourgeois, sorti en 1910.

## Fiche technique
- Titre original : Hamlet
- Titre anglophone (États-Unis) : Hamlet, Prince of Denmark
- Réalisation : Gérard Bourgeois
- Scénario : d'après la pièce éponyme de William Shakespeare
- Société de production : Lux Compagnie Cinématographique de France
- Société de distribution : R. Prieur (États-Unis)
- Pays d'origine :  France
- Langue : film muet avec les intertitres  en français
- Format : Noir et blanc — 35 mm — 1,33:1 — Muet
- Métrage : 290 mètres (1 bobine)[1]
- Genre : Film dramatique
- Durée : 9 minutes et 40 secondes
- Dates de sortie : 
  -  États-Unis : 2 février 1910

## Distribution
- Jean Mounet-Sully : Hamlet